# Proporzec albo hołd pruski
Proporzec albo hołd pruski – utwór poetycki Jana Kochanowskiego nawiązujący do hołdu lennego złożonego przez Albrechta Fryderyka Hohenzollerna królowi Zygmuntowi Augustowi w 1569.

## Historia
Utwór ten powstał po 19 lipca 1569, czyli po dacie hołdu, zaś wydany został osobno w 1587. Istnieje przypuszczenie, że ukazał się po raz pierwszy już w roku 1569, jednak wydania tego nie odnaleziono. Poemat opiewa potęgę Rzeczypospolitej, sprawującej zwierzchność nad Prusami. Wzywa też do jedności w chwili, gdy ważą się losy unii polsko-litewskiej. Poemat został napisany w większości trzynastozgłoskowcem.